# 太平寰宇記
『太平寰宇記』（たいへいかんうき）は、北宋の楽史によって10世紀後半に編纂された地理書。全200巻。
地方ごとの有名な人物や芸文を記す体例は、後世の地理書の模範となった。

## 概要
太平興国4年（979年）、太宗は北漢を滅ぼして天下統一を成し遂げた。楽史は天下が統一されたことを称えるため、『太平寰宇記』200巻・目録2巻を著して太宗に進上した。先行する地理書には唐の賈耽のものや『元和郡県志』があったが、簡略に過ぎるうえに地名が変わっている問題があった。
大量の書籍を引用しているが、その多くは唐・五代以前のものであるため、北宋のみならず唐代の地理を知るためにも重要な書物である。

## 構成・内容
北宋では至道3年（997年）に全国を路に分けたが、『太平寰宇記』ではそれ以前の制度である道に従っている。全国を十三道に分けたうえで、各道に属する州・府・県および宋の特殊な行政区である軍・監について記している。まず首都である河南道の東京開封府からはじめて周辺地域に及んでいる。最初の171巻で各州の戸数・風俗・人物・土産、各県の沿革など十三道の地理を記し、残り29巻は周辺の四夷について記している。
- 河南道 (巻1-24)
- 関西道 (巻25-39)
- 河東道 (巻40-51)
- 河北道 (巻52-71)
- 剣南西道 (巻72-82)
- 剣南東道 (巻82-88)
- 江南東道 (巻89-102)
- 江南西道 (巻103-122)
- 淮南道 (巻123-132)
- 山南西道 (巻133-141)
- 山南東道 (巻142-149)
- 隴右道 (巻150-156)
- 嶺南道 (巻157-171)
- 四夷 (巻172-200)

## テキスト
清代の『太平寰宇記』は巻4と巻113-119の8巻を欠いていた。『四庫全書』を編集したときにも完全な本は見つからなかった。
光緒8年（1882年）の金陵書局本が校勘の優れた刊本として知られるが、やはり8巻を欠く。
日本の宮内庁書陵部が所蔵する残巻には中国で欠けていた巻のうち巻113から巻118までの6巻を含んでいる（ただし巻114は後半を欠く）。清末の『古逸叢書』にこの6巻が収められ、欠落の多くを補うことができた。